# Виратаворн, Ари
Ари Виратаворн (тайск. อารีย์ วิรัฐถาวร; род. 26 февраля 1980, Mueang Kanchanaburi, Канчанабури) — тайская тяжелоатлетка, выступающая в весовой категории до 48 килограммов. Бронзовый призёр Олимпийских игр, призёр чемпионатов мира.

## Биография
Ари Виратаворн родилась 26 февраля 1980 года.

## Карьера
Ари Виратаворн выступала на чемпионате мира среди юниоров 1998 года в весовой категории до 48 килограммов. Она подняла 67,5 кг и 92,5 кг в рывке и толчке, соответственно, и с суммой 160 кг заняла четвёртое место.
В 2003 году Ари Виратаворн выиграла серебряную медаль университетского Кубка мира в весовой категории до 48 килограммов с результатом 182,5 кг (80 + 102,5). В том же году на взрослом чемпионате мира в Ванкувере Ари Виратаворн стала серебряным призёром, улучшив свой суммарный результат до 190 килограммов. В рывке тайская тяжелоатлетка подняла 82,5 кг, в толчке — 107,5 кг.
На летних Олимпийских играх в Афинах Ари Виратаворн выступала в весовой категории до 48 килограммов. Она завоевала бронзовую медаль, показав лучший результат в карьере на международных стартах — 200 килограммов (85 кг в рывке и 115 кг в толчке).
На чемпионате мира 2005 года в Дохе Ари Виратаворн завоевала бронзовую медаль с результатом 193 кг (85 + 108).
На университетском Кубке мира 2006 года тайская спортсменка стала серебряным призёром, подняв в сумме двух упражнений 187 килограммов. На чемпионате мира в Санто-Доминго она стала серебряным призёром с результатом 188 кг (85 + 103).